# Gnaphalium uliginosum
Classification phylogénétique
Espèce
Le Gnaphale des mares ou Gnaphale des marais, Gnaphalium uliginosum  est une espèce de plantes à fleurs de la famille des Asteraceae.

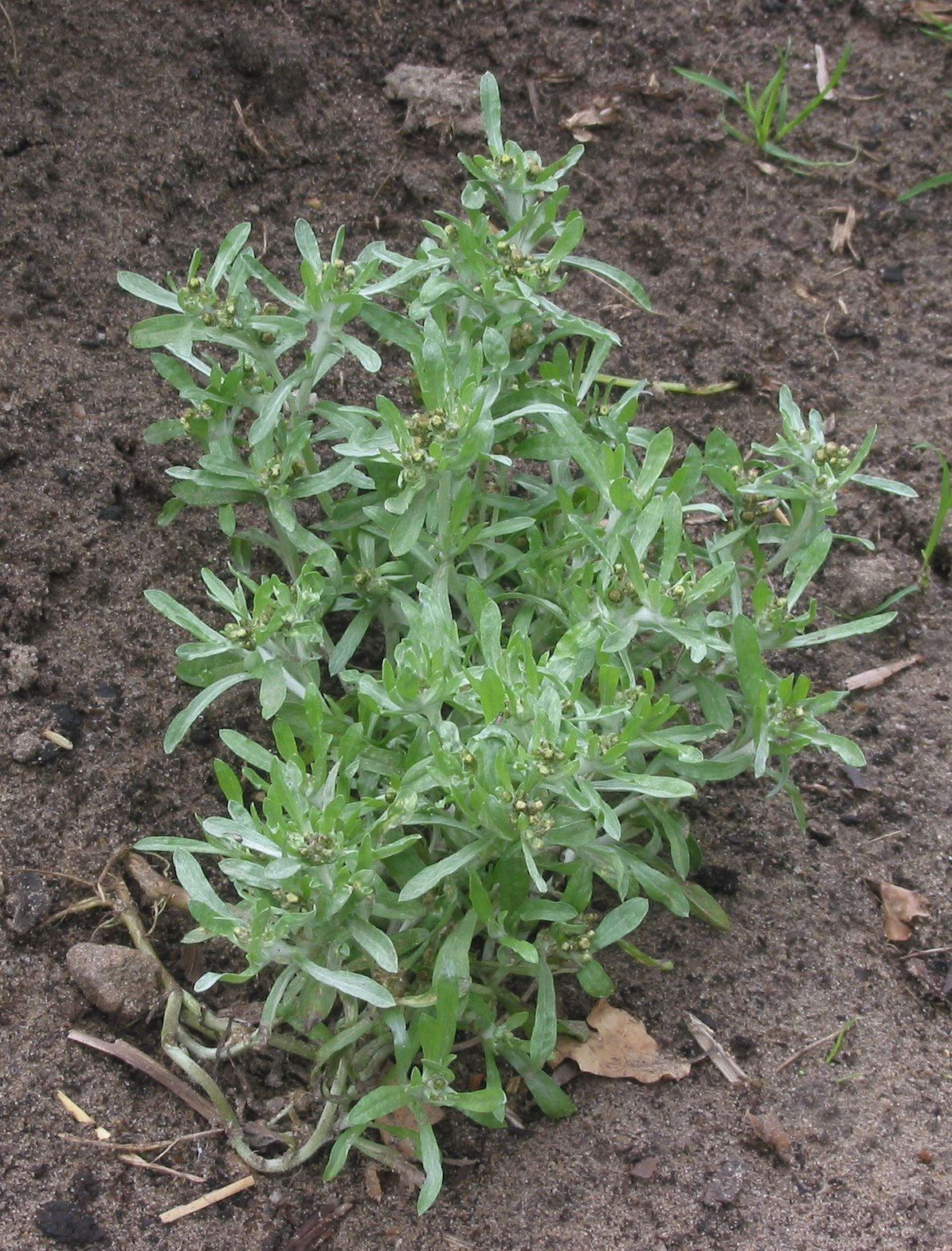
Gnaphalium uliginosum, aspect général.

## Synonymes
- Dasyanthus uliginosus (L.) Bubani
- Filaginella nuda Opiz
- Filaginella uliginosa (L.) Opiz

## Habitat et distribution

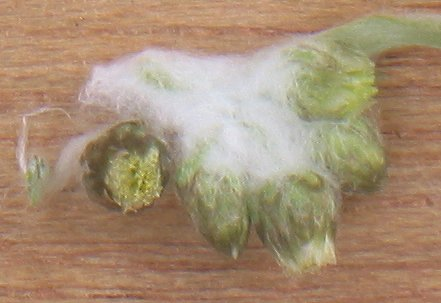
Détail des fleurs, souvent discrètes car entourées d'une bourre cotonneuse.

C'est une espèce pionnière des milieux exondés et perturbés ou ponctuellement humides (ornières, rives, berges de réservoirs vides, mares plus ou moins exondées, etc.), relativement commune de 0 à 400 m en zone européenne tempérée, mais absente du pourtour méditerranéen.

## Description
- Plantes annuelles d'aspect général cotonneux qui donne un aspect légèrement argenté et vert pâle à la plante.
- Hauteur : 5 à 20 cm.
- Feuilles, non embrassantes, rétrécies et parfois enroulées au tiers supérieur. Floraison : de juin à octobre.
- Fleurs : capitules (de 3 à 4 mm) de couleur jaune, groupés en têtes, plutôt compactes et entourés de feuilles qui les dépassent longuement.

## Statut, menaces
L'espèce n'est pas considérée comme menacée et est classée en préoccupation mineure (LC) par l'UICN au niveau français.
Elle est toutefois localement rare ou devenue rare et vulnérable (à cause de la régression des zones humides et de l'eutrophisation générale des milieux). Elle est protégée dans les Hautes-Alpes et en région Provence-Alpes-Côte d'Azur.